# Antoniinae
Antoniinae (лат.) — подсемейство двукрылых из семейства жужжал (Bombyliidae). Австралия и Африка. Около 20 видов.

## Описание
Синапоморфии группы: тергит и стернит 8 у самки простые; акантофориты отсутствуют или полностью слиты с тергитом 9; шипы акантофоритов отсутствуют. Флагеллум с одним или тремя члениками жгутиками и вершинным стилетом; глаза самцов дихоптические, фасетки одинакового размера; оцеллярный треугольник смещён вперед так, что находится на лице, перед задним краем глаз. Лицо опушено; наличник опушен; наличник достигает усиков у Myonema. Пальпы с двумя сегментами у Myonema, одним у Antonia, ямка на пальпах отсутствует. Задние тенториальные ямки удлинённые; затылок глубоко вогнут; затылочные доли соединяются за глазничным бугорком (кроме Myonema); есть два хорошо разделенных затылочных отверстия; затылочные окна присутствуют; затылочные камеры отсутствуют; задний край глаза простой у Myonema, вдавленный и рассеченный у Antonia; голова округлая. Сообщалось, что представители рода Antonia следует вплотную за осами Bembix и Sceliphron (Sphecidae) в Африке и, вероятно, паразитируют на них.

## Классификация
Известно около 20 видов. Таксон выделен в 1973 году в ранге трибы Antoniini в составе Lomatiinae, в 1980 году повышен до уровня отдельного подсемейства.
- Antonia Loew, 1856 — 15 видов, Южная Африка
- Antoniaustralia Becker, 1912 — 2 вида, Австралия[7]
- Cyx Evenhuis, 1993 — 4 вида, Австралия[8]
- Myonema Roberts, 1929 — 1 вид, Австралия (Myonema humile Roberts, 1929)